# Svenstjärnen (Färnebo socken, Värmland)
Svenstjärnen är en sjö i Filipstads kommun i Värmland och ingår i Göta älvs huvudavrinningsområde. Sjön är 20 meter djup, har en yta på 0,187 kvadratkilometer och befinner sig 254,2 meter över havet.

## Delavrinningsområde
Svenstjärnen ingår i det delavrinningsområde (663299-142337) som SMHI kallar för Utloppet av Lill Sången. Medelhöjden är 242 meter över havet och ytan är 21,14 kvadratkilometer. Det finns ett avrinningsområde uppströms, och räknas det in blir den ackumulerade arean 26,8 kvadratkilometer. Sångsbäcken som avvattnar avrinningsområdet har biflödesordning 3, vilket innebär att vattnet flödar genom totalt 3 vattendrag innan det når havet efter 359 kilometer. Avrinningsområdet består mestadels av skog (69 procent). Avrinningsområdet har 2,42 kvadratkilometer vattenytor vilket ger det en sjöprocent på 13,3 procent.